# فلق ۱

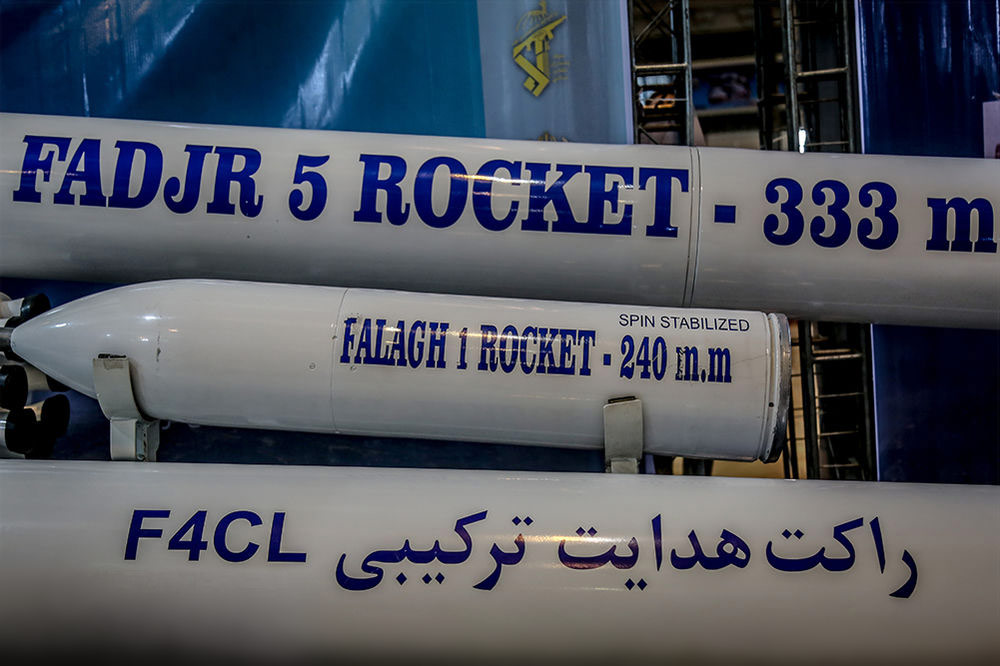
موشک فلق ۱ در وسط دو موشک دیگر.

موشک فلق ۱ یک سامانه راکتی ساخت ایران است. این موشک از روی لانچرهای نصب شده بر روی خودروهای سبک و همچنین شناورهای دریایی، به سمت اهداف بر روی زمین و دریا شلیک می‌شود. نسل جدید این موشک، فلق ۲ نام دارد.

## تاریخچه
سامانه موشکی فلق ۱ در دهه ۹۰ میلادی توسط گروه صنعتی شهید باقری که زیر مجموعه سازمان صنایع هوافضا است، در ایران ساخته شد. در ایران، نسل دومی از این موشک با نام فلق ۲ رونمایی شده‌است که وزن و کالیبر آن بزرگتر از نوع اولیه آن است.
بر اساس شواهد متعددی، از این موشک در جنگ داخلی سوریه استفاده شده‌است. همچنین در ۲۶ ژانویه ۲۰۲۴، حزب‌الله لبنان از این موشک در حمله به نیروهای اسرائیلی استفاده کردند. حزب‌الله سابقاً در جنگ ۳۳ روزه، از این موشک استفاده کرده‌است.

## مشخصات فنی
برد موشک‌های فلق ۱ را ۱۰ کیلومتر و حداکثر ارتفاع پروازی آنها را ۳۵۰۰ کیلومتر دانسته‌اند. وزن این راکت‌ها ۱۱۳ کیلوگرم و وزن سر جنگی آن ۵۰ کیلوگرم است. طول این راکت ۱٫۳۲ متر و کالیبر آن ۲۴۰ میلی‌متر است. این راکت شباهت زیادی به سیستم BM-۲۴ دارد. پیشرانه این موشک از نوع سوخت جامد است و بر روی خودروهای زره‌ای سبک جیپ نصب شده‌اند. با توجه به برد کم موشک‌های فلق ۱، تنها از دوران بدنه برای پایدارسازی پرتابه در پرواز استفاده می‌شود. موشک فلق ۱ دارای سرعت مافوق صوت تا ۴۶۰ متر با ثانیه است.
این راکت‌ها قابلیت استفاده در نبردهای دریایی را نیز دارد. این راکت‌ها از لانچرهای زمینی پرتاب می‌شوند. لانچر این موشک به صورت ۶ عددی است. در سال‌های اخیر، لانچر این موشک بر روی خودروهای تاکتیکی همچون ارس و کویران نصب شده‌است. لانچرهای سه‌تایی فلق ۱ بر روی شناورهای ایرانی هم نصب شده‌است. مدل ترکیبی این لانچرها به صورتی که ۲ لانچر فلق۱ و ۲ لانچر فلق ۲ در کنار هم کار شده باشد نیز وجود داد.

## مورد استفاده در
- ایران[۱]
- سوریه[۱]
- یمن[۱۱]
- حزب‌الله لبنان[۱۲][۴]